# Bosnyák Zoltán (színműíró)
Felsőpataki Bosnyák Zoltán József Lajos Gusztáv (Somogytúr, 1861. október 10. – Budapest, 1948. december 19.) jogász, író, belügyi államtitkár. 

## Családja
A római katolikus nemesi származású felsőpataki Bosnyák család sarja. Bosnyák Gusztáv (1837–1886) földbirtokos és szalai Szalay Jozefa (1839–1919) fiaként született. Apai nagyszülei felsőpataki Bosnyák Lajos (1811–1873), földbirtokos és Pelikán Karolina voltak. Anyai nagyszülei szalai Szalay József és macsovai Litsek Antónia (1812-?) voltak. Fivére felsőpataki Bosnyák Géza (1863–1935) politikus, Zala vármegye főispánja, felsőházi tag, okleveles gazdatiszt, a "Zalamegyei Gazdasági Egyesület" tagja, a zalamegyei Függetlenségi és Negyvennyolcas Párt elnöke.
Első felesége Lenkey (Schlenker) Hedvig színésznő volt, akivel 1896. november 21-én kötött házasságot, 1907-ben váltak el. Második neje lokodi Sándor Erzsi (1883–1962) opera-énekesnő volt. Gyermekei Bosnyák Andor, Bosnyák Iván és Bosnyák Zoltán.

## Életútja
Nagykanizsán a kegyesrendiek gimnáziumában tanult, majd a budapesti tudományegyetemen szerzett államtudományi doktori oklevelet 1883-ban. Ezt követően a Belügyminisztériumhoz került, ahol 1919-ig szolgált. Előbb a Gyámügyi Közigazgatási Osztály, utána miniszteri tanácsosként a Gyermekvédelmi Főosztály vezetője volt az 1910-es évek elején. 1917 és 1919 között az Elnöki Osztályt vezette, 1918-19-ben mint államtitkár. 1919-ben vonult nyugdíjba.
Eleinte birtokpolitikával, majd szociálpolitikai kérdésekkel és gyermekvédelemmel foglalkozott. Ő dolgozta ki a gyámügyi közigazgatási reformot, valamint 1903-ban az elhagyott gyermekek állami védelméről szóló törvényjavaslatot és annak utasítását. Elsők között szorgalmazta állami gyermekmenhelyek felállítását, valamint több vármegyére is kiterjedő magyar királyi gyermekmenhely-igazgatóságok megszervezését. Az 1910. évi a koppenhágai nemzetközi kongresszuson az elhagyott gyermekek nemzetközi védelmének kezdeményezője volt. Jászi Oszkárral is kapcsolatba került az 1900-as évek elején, ezért több gyermekvédelmi írása is a Huszadik Század c. folyóiratban jelent meg.
Irodalommal is foglalkozott, több társadalmi színdarabját is bemutatták a budapesti Nemzeti Színházban. A Farkasréti temetőben helyezték nyugalomra, azonban sírját már felszámolták.
Budapesten lakott a XI. kerületben, az Orlay utca 6. szám alatt. Ebben a házban ma az ugyancsak itt élt Kunffy Lajos (1869–1962) festőművész emlékére berendezett emlékmúzeum található.

## Főbb művei
- A birtokminimum, mint agrárreform Magyarországon. Kritikai kísérlet. (Budapest, 1885)
- A gyámügyi közigazgatás reformja. (Budapest, 1890)
- Karsai Sándor: Az elhagyott gyermekek védelme. Az elhagyott gyermekek védelméről szóló 1901. évi VIII. és XXI. törvénycikkek, valamint az ezek végrehajtása tárgyában kiadott 1903. évi 1. sz. BM szabályrendelet gyakorlati magyarázata. Az előszót írta Bosnyák Zoltán (Közigazgatási Könyvtár. Budapest, 1903)
- Le droit de l’enfant abandonné. – Le droit et le système hongrois de la protection de l’enfance. (Revue de Hongrie, 1909)
- Engel Zsigmond: A házasságon kívül született gyermek jogvédelme, különös tekintettel az apasági perre. Az előszót írta Bosnyák Zoltán (Budapest, 1910)
- Állami gyermekvédelem Magyarországon. (Huszadik Század, 1910)

### Színművei a Nemzeti Színházban
- Becsületbíró. Színmű 3 felvonásban. (Bem.: 1896. október 30.)
- Tisztító tűz. Színmű 3 felvonásban. (Bem.: 1897. november 26.)
- Mary. Színmű 3 felvonásban. (Bem.: 1900. február 23.)
- Sursum corda. Színmű 5 felvonásban. (Bem.: 1904. február 26.)
- Mirette. Párizsi történet 3 felvonásban. (Bem.: 1906. november 23.)